# أتيبتسيفو (مقاطعة موسكو)
أتيبتسيفو (بالروسية: Атепцево) هي مدينة في مقاطعة موسكو أوبلاست في روسيا.